# Bärplockning i Sverige
Bärplockning i Sverige är en stor del av den svenska glesbygdskulturen. I Sverige utförs bärplockning i både privata och kommersiella syften. Traditionellt sett plockades bär för självförsörjningsbehov och ansågs inte ha något större ekonomiskt syfte, men under de senaste århundradena har det ekonomiska intresset ökat. Vilka bär som plockats, vilken teknik som använts och vilka som har stått för bärplockningen har sett olika ut i historien. Även användningen och konserveringen av bären har förändrats över tid. Bärplockning är till stor del beroende av säsongsarbete och av klimatet. I Sverige går det att plocka bär under den snöfria tiden då frost minskar bärskörden.

## Historik

### Stenåldern
Människorna som levde under forntiden och stenåldern plockade med största sannolikhet bär ifall de stötte på dem, men att de skulle ha spenderat flera timmar åt att plocka bär skulle ha krävt för mycket tid och energi. Under den tiden var det viktigare med jakt av vilt som kunde ge stora mängder kött och därmed större mängder energi än bär. Men ifall jakten gick dåligt vände man sig till växtriket och åt då bland annat bär för att få i sig föda. Eftersom många bär möglade eller jäste om man inte åt dem inom ett par dagar ansågs de inte vara användbara. Klimatet från den senaste istiden har även haft stor inverkan på markens täcke av bär och därmed intresset för bärplockning. Skogarna började inte tätna förrän efter den senaste istiden och då kunde blåbären sprida sig mer. Det tog ytterligare ett par årtusenden innan riset fick det tjocka täcke som hör till dess karaktär.

#### Yngre stenåldern
Under neolitikum förändrades matvanorna i samband med övergången till jordbruk. Man började odla och hålla djur, vilket skapade ett större avstånd till de vilda bären. Under denna tidsperiod räknades inte bär som mat. Den generella uppfattningen var att bär endast gjorde en mer hungrig.

### Järnåldern
Vid Sörby Tall på Öland finns de äldsta gravarna från järnåldern och i de övergivna husen gick det att finna kvarlämnade saker, bland annat bär som var hårt torkade på fat och i krukor. Bären som hittades var slånbär och nypon. Fyndet bekräftar att bärplockning skedde under denna period.

### Medeltid till 1800-tal
På medeltiden hade Norrland börjat befolkats och därmed började en handel med bär. Lingon från Norrland fraktades ned i landet och dess främsta användningsområde under tidsperioden var som konserveringsmedel. Lingon innehåller bensoesyra som är effektivt för att hålla bort mögelsvamp och jäst i mat och därmed förhindrar mat från att bli dålig. I det gamla bondesamhället användes olika metoder för att konservera bär. Att blanda olika sorters bär ansågs effektivt, exempelvis förvarades blåbär och lingon tillsammans i vatten i träkärl. På så vis utnyttjades lingonets konserverande ämnen. Blåbärsgröt, på kornmjöl, kokades och lagrades sedan i träbyttor under ett par månader på kyliga platser. Ibland smältes även fett för att användas som ett skyddande lock. När gröten skulle ätas löstes den upp i mjölk och användes därefter som ett pålägg på bröd. Ytterligare ett sätt att konservera bären var genom att frysa dem i snö och is under vintern. Bären lades i kallt vatten och placerades på en kall plats. När vintern sedan kom hälldes vattnet av och bären lades i snön. Vissa frös även blåbärsmos och högg sedan loss bitar från denna. Just att koka bär till mos var vanligt under denna tid. Moset gjordes främst på lingon och blåbär.
Bären hade betydelse för samer, lappmarkens nybyggare, backstugusittare och torpare. Befolkningen som levde på landsbygden kunde tjäna en slant på att sälja sina plockade bär till borgarna i städerna. Samerna använde sig av kråkbär, lingon, blåbär och hjortron vilka de blandade med renmjölk och sedan förvarade i kaggar. Generellt sett var det dock fortfarande ett lågt ekonomiskt intresse för bärplockning. Detta då bären i bondesamhället oftast krävde plockning under arbete med både slåtter och skörd. Under tiden då ståndssamhället rådde i Sverige plockades endast ca 10% av smultronen och blåbären. Det var främst de som tillhörde de lägre samhällsklasserna som åt bär. Tranbär och lingon ansågs ha högre värde än andra bär. Hjortron har även sedan långt tillbaka ansetts som en delikatess och är en av de få bärsorter som traditionellt sett ätits i någon större omfattning.
I torparkontrakt från 1700-talet och framåt står det om hur markägarna krävde att torpare skulle lämna skogsbär som en typ av årlig skatt till markägaren. Ofta användes barn för att plocka bären som skulle avlämnas. Bär som skatt förekom på flera platser i landet. Ju större torpen var, desto flera dagsverken behövde torpen göra och desto fler bär behövde han plocka. Om bären uteblev behövde torparen och hans hustru gottgöra med flera dagsverken. Redan under 1700-talet skrev Johan Fischerström i nationalromantisk anda om hur vi borde utnyttja de svenska vildväxande bären mer, detta till exempel för vinframställning. Vinproduktion av svenska skogsbär har dock inte blivit till någon större näring, men det finns svenska företag som har inspirerats av detta. I källor från 1700-talet framgår det alltså mycket tydligt att bärplockning skedde men att det var inte en del av det svenska näringslivet. Det var fortfarande få som plockade bär och det var inte förrän under 1800-talet som bärplockningen tog fart.

### 1800-talet
När ångloket och järnvägsnätet byggdes ut under 1800-talet skapades nya möjligheter för att frakta bär i längre sträckor och i större volymer. Flera såg möjligheten att tjäna pengar inom bärindustrin som bäruppköpare, bärplockare, återförsäljare eller grossist. Bären började talas mer om och det blev fler diskussioner kring att bären skulle fortsätta att öka i värde. Det talades till och med om att bärhandeln skulle bli mer värdefull än Sveriges handel med trä.
I slutet av 1800-talet blev det en större tillgång av socker på världsmarknaden. Detta ledde till att priserna för socker sjönk och man kunde börja söta mer mat. Att koka sylt blev en allt mer vanlig metod för att konservera bären. Även saftning uppstod på 1800-talet. Industrialiseringen av Sverige medförde en utvecklad konserveringsteknologi även i hemmen där man fick bättre glas som gjorde hermetisk konservering möjlig. Lantbrukets tekniska utveckling innebar att det inte längre behövdes lika mycket arbetskraft på landsbygden och därför flyttade många in till städerna för att arbeta på de nya industrierna. På söndagarna kunde stadsborna ta tåget ut till landsbygden för att plocka bär.

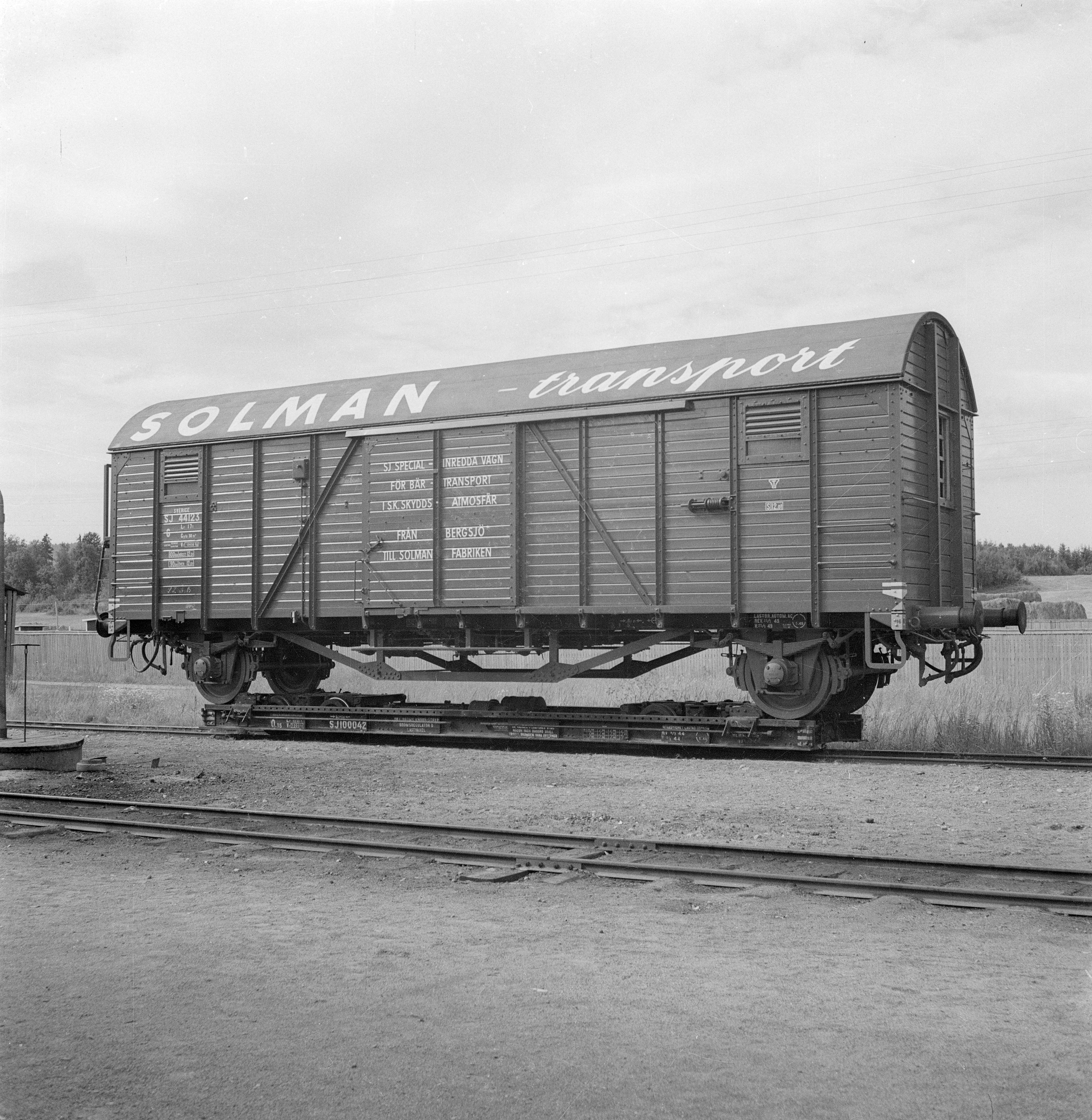
SJ:s specialinredda vagn för bärtransport i så kallad skyddsatmosfär. Bärtransport från Bergsjö, Hälsingland till Solmanfabriken, Tyskland. Fotografering 1950-tal.

#### Lingonruschen
År 1870 hade järnvägens stambanenät i södra Sverige byggts ut och den så kallade "lingonruschen" tog fart. Till en början exporterades den största delen av bären till Skåne. Fram till slutet av första världskriget hade lingon sin största ekonomiska betydelse i historien. Under denna tidsperiod kunde en bärplockare tjäna tre gånger mer än en daglönare i jordbruket. Vid mitten av 1880-talet började en stor andel av lingonen säljas till Tyskland och överlag började exporten öka markant. År 1890 låg den årliga exporten av lingon från Kronobergs län på 2 627 ton. Innan år 1900 var priset på lingon för export mellan 10 och 20 öre per kilogram.

### 1900-talets början
Kring sekelskiftet 1900 växte det ekonomiska utbytet och nu klassades lingon som en av Sveriges viktigaste exportvaror. Handeln skedde fortfarande främst med Tyskland som importerade lingon till konservfabriker. I Tyskland användes lingonen främst för tillverkning av sylt och marmelad. 1903 slog exporten av lingon rekord med en siffra på 10 393 ton. Mellan 1900 och 1910 var priset på lingon för export i genomsnitt 20 till 25 öre per kilogram. Under stora delar av 1900-talet var Sverige det landet som exporterade mest lingon i världen. Lingon exporterades inte bara till Tyskland utan även till Danmark, Norge och England. Några små kvantiteter köptes även av USA, Österrike och Tjeckoslovakien i andra hand av Tyskland. 
Trots den höga kvantiteten lingon i Sverige importerades även lingon årligen, främst från Finland, men även från Norge, Danmark och Baltikum. Oftast var importen av liten omfattning, men under ett par år, 1926 och 1938, var importen från Finland större. Under dessa år var det missväxt i stora delar av Sverige och därför var lingonimporten från Finland gynnsam. Men Finland var även Sveriges största konkurrent som lingonexportör på världsmarknaden. Finland började exportera lingon mycket senare än Sverige men tog snabbt ledningen år 1911, då Sverige hade en svag skörd. Dock har Sverige historiskt sett fått bättre betalt för varan. Detta beror på skillnader i transportsättet. Sveriges lingon hade en rik luftväxling under transporten då de exporterades i lådor utan lock, medan Finland exporterade med lock. Därför hamnade en större del av de svenska lingonen på torghandeln, där man ville sälja den bästa varan.

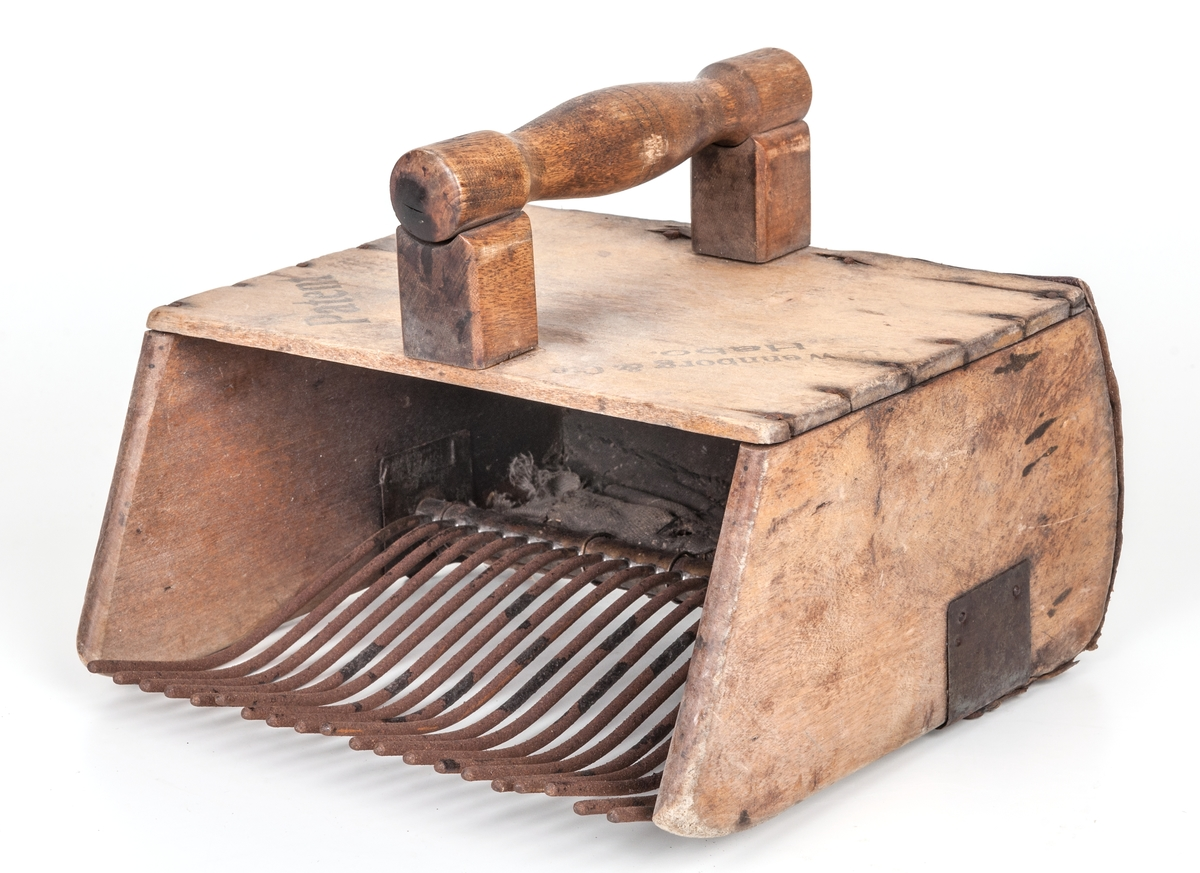
Bärplockare märkt av Wennborg & Co i Habo

I och med att intresset för bären ökade under 1900-talet uppstod tankar om effektivisering. Att plocka för hand var mycket skonsamt för bären, men det tog tid och arbetet gav liten utdelning. Därför uppfanns apparater för att underlätta, bland annat bärplockaren. Från år 1909 finns den första daterade bärplockaren som uppfanns av företaget J O Wennborg & Co i Habo. Något de flesta apparaterna har gemensamt är att de kammar av bären från riset. Att använda redskap för bärplockning gjordes redan på 1700-talet, men det var nu som föregångarna till de bärplockare som används i den moderna bärindustrin utvecklades. När bärplockaren kom fick den inte bara positiva reaktioner, utan många ansåg att den förstörde bärrisen. År 1913 utförde därför Kungliga Lantbruksakademin ett test för att se ifall detta stämde. De gjorde även femåriga försök men de kunde inte påvisa någon skada på riset.

### Första och andra världskriget
Det fanns ett stort intresse av att ta vara på bären under 1900-talet och under första världskriget anlades så kallade torkhus vars främsta syfte var lagring av blåbär. Torkade blåbär importerades till Sverige från bland annat Polen, Frankrike och Ryssland redan vid 1900-talets början, men ett intresse för att skapa en inhemsk torkning i Sverige ökade. Även ett ökat intresse för att samla in medicinalväxter växte fram i början av 1900-talet. Detta gjorde bland annat Den Svenska Medicinalväxtföreningen som existerade mellan 1910 och 1921. Deras insamlingar av vilda medicinalväxter och av blåbär blev framgångsrika. Då blåbären var av låg kvalitet fick föreningen i uppgift att torka de svenska bären. Ett torkeri, av samma typ av de som användes i USA för frukttorkning, uppfördes vid Eldris station i Dalarna år 1912 och Sveriges första torkhus blev då verklighet. En föregångare till konsten att ta tillvara bär var trädgårdsmästaren Gustaf Lind. År 1911 började han med torkförsök av blåbär och de blev mycket lyckade. Problemet med att sprida vidare det han hade åstadkommit var att det inte fanns tillräckligt med arbetskraft inom bärplockningen. År 1916 hade fler bärplockare tillkommit och därmed nåddes målet med att få ut de torkade blåbären på den svenska marknaden. Torkhuset som hade uppförts år 1912 hade även blivit en god affär. Detta ledde till att fler torkhus byggdes i Sverige och att man även började torka lingon. Av de torkade bären tillkom nya produkter, exempelvis läskedrycken Lingonbrus. Inte endast torkade man bär utan syltning och saftning av främst blåbär var fortfarande viktiga konserveringsmetoder under 1900-talet. Syltning av lingon var det vanligaste och nu gjorde man det oftare med hjälp av honung istället för socker. I början av 1900-talet var en daglig rätt i många fattigmanshem lingon i deg vid bakning, och lingon eller lingonsaft tillsammans med rågmjölsgröt. Under 1940-talet blev det vanligt att äta lingon tillsammans med mjölk eller gröt i alla samhällsklasser.

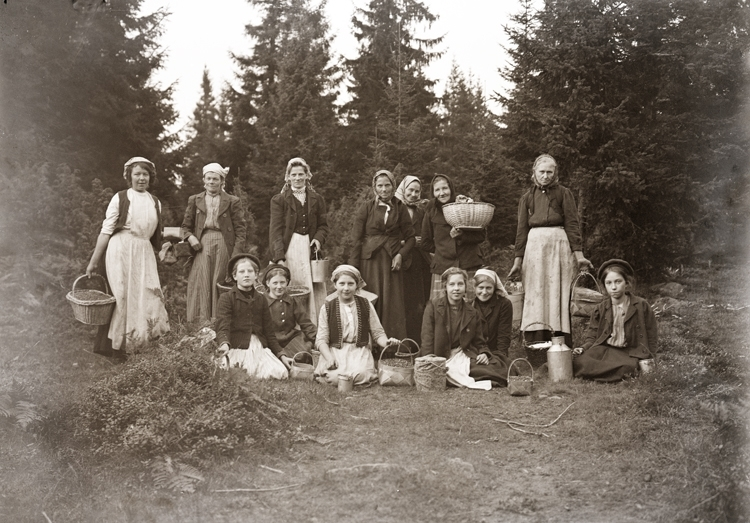
En grupp kvinnor som bodde på torp under Aspö gård vid Skövde, med flaskor och korgar som de plockat lingon i på Billingen 1900-1920

I samband med att kommunikationen förbättrades kring åren vid första världskriget uppstod konflikter kring kommersiell bärplockning. Människor från många olika delar av landet såg den ekonomiska vinningen som kunde fås genom kommersiell bärplockning, vilket ökade intresset. Till detta kom klagomål att bärplockarna tömde bärtillgångarna, skräpade ned och var en ekonomisk belastning för markägarna.    
Under första världskriget minskade man importen av bär till Sverige och lade istället fokus på att öka exporten av bär för att stötta de länder i Europa som drabbats av matbrist. Exporten ökade genom ett initiativ från Folkhushållningskommissionen som satte arbetslösa kvinnor i arbete. Kvinnorna begav sig från södra Sverige till Norrland för att plocka bär, huvudsakligen blåbär. Efter första världskriget minskade bärexporten och enda fram tills andra världskriget exporterade Sverige bara runt 2000 ton lingon per år. Denna minskning berodde främst på att den tyska marknaden kraschade efter första världskriget. Minskningen kan även bero på att Sveriges import av exotiska frukter ökade. Under mitten av 1900-talet ökade exporten igen och Stockholm exporterade säsongsvis ungefär 300-400 vagnslaster, med vagnar som kunde ta upp till 5 000 kg lingon per vagn.

### Senare hälften av 1900-talet
Efter krigstiden avtog bärplockandet. På slutet av 1970-talet tog vi vara på endast fem till sju procent av alla bär. I en enkätstudie från 1977 fick de svenska hushållen frågan om hur mycket bär de plockat för privat bruk under året. Hushållen hade då plockat ca 40 000 ton bär sammanlagt. Samma fråga ställdes i en undersökning 20 år senare, år 1997. Bärplockningen hade då minskat ytterligare till ungefär en tredjedel av det som plockades år 1977.
På 1980-talet hade de ekonomiska förutsättningarna för Sveriges befolkning förbättrats vilket ledde till ett minskat intresse för kommersiell bärplockning. Nu började antalet utländska bärplockare öka. Det var då främst polska bärplockare som tog sig till Sverige med turistvisum. Efter Baltikums självständighet från Sovjetunionen 1991 anlände även plockare från de baltiska staterna. Trenden var oförändrad i flera år men avtog i samband med att arbetskraften från Östeuropa och Baltikum fick andra, mer lukrativa, arbetstillfällen. Sedan sekelskiftet 2000 är det främst från Asien som bärplockarna kommer ifrån. Det största antalet kommer från Thailand, men även ett antal från Vietnam, Bangladesh och Kina. Mellan månaderna juni till augusti kommer ungefär 5000 thailändska bärplockare till skogarna i norra Sverige. En majoritet av de thailändska plockarna är fattiga bönder.

## Modern bärindustri

### Ökad export
I den moderna bärindustrin tillhör Sverige toppen av produktion av vilda bär i Europa. Sveriges totala biologiska produktion uppskattas till över 550 000 ton vilda bär, men endast två till fem procent av dessa används. Bären som plockas i Sverige är främst blåbär, lingon, kråkbär och hjortron. Lingonen och hjortronen används oftast för att göra saft och sylt. Sedan 1990-talet är blåbär det mest exporterade bäret i Sverige. Under säsongen 2012 plockades ungefär 10 700 ton blåbär i Sverige och 9000 ton av dem exporterades. Majoriteten av blåbären exporteras till Östasien (främst Japan), USA och Europa där de används till hälsokostprodukter. Kina och Japan dominerar världsmarknaden när det kommer till förädling av vilda bär. Båda ländernas fokus ligger främst på extraktion av antocyaniner, vilket huvudsakligen görs från blåbär. Det finns en fortsatt stor konkurrens med grannlandet Finland. Sverige plockar tre gånger mer bär än Finland, men Finland är bättre på att ta vara på sina bär till annat än sylt och saft. Största delen av Sveriges bär exporteras till fabriker i andra länder, medan Finland har inhemska fabriker som utvinner viktiga ämnen ur bären. Ämnena används sedan i naturläkemedel- och kosmetikaindustrin. De svenska blåbären exporteras bland annat till fabriker i Kina som, precis som i Finland, utvinner ämnen och sedan säljer dem vidare. Kina säljer detta mellanled för ungefär en miljard kronor per år, medan Sverige tjänar mellan 400 och 500 miljoner kronor på bärexporten årligen.

### Uppmärksammande av arbetsförhållanden
Utländska bärplockare som anländer till Sverige gör det antingen med en anställning hos ett bemanningsföretag i hemlandet eller så anländer de som en fri plockare. De med anställning rekryteras av bemanningsföretag i hemlandet som oftast hjälper till med att söka visum från svenska ambassaden. Bemanningsföretagen anlitas i sin tur av svenska företag som bedriver bärplockning. De svenska företagen förädlar bären eller säljer vidare dem till grossister. Slutligen säljs bären antingen till dagligvaruhandeln, den svenska livsmedelsindustrin eller exporteras till utlandet. För de fria plockarna är förhållandena mer oberoende. De kommer på turistvisum och säljer vidare bären de plockar på egen hand. Arbetsförhållandena för de utländska plockarna har under de senaste åren fått mer uppmärksamhet i media och i den politiska debatten. Utländska bärplockare har rapporterat om uteblivna löner, otillräckliga villkor gällande bostäder och arbetstider, samt otydliga ansvarsfördelningar. Det finns dessutom de som återvänt till sitt hemland med större skulder än när de lämnade.

#### Säsongerna 2009 och 2010
Under sommaren 2009 kom ungefär 6 000 bärplockare från Thailand till Sverige. Bärskörden för säsongen gick sämre än förväntat och många av de thailändska plockarna tvingades åka hem utan större betalning. År 2010 tog Migrationsverket beslutet att endast bevilja arbetstillstånd för utländska bärplockare ifall företagen kunde säkerställa en minimilön oberoende av kvantiteten bär. Under säsongen 2010 anlände 4 000 plockare från Thailand. De hade kontrakt som garanterade en fast lön, men trots detta underbetalade flera bärföretag sina anställda. Rapporteringen om arbetsvillkoren 2010 fick flera stora livsmedels-aktörer att engagera sig i ett gemensamt arbete för att skapa bättre arbetsförhållanden för bärplockarna.

#### Nya riktlinjer från Migrationsverket 2011–2013
Migrationsverket antog nya regler för arbetstillstånd för bärplockare från utomeuropeiska länder under våren 2011. Nu garanterades bärplockarna att få lön oberoende av bärtillgången. För att skapa förutsättningar för att ha en kontaktperson hos arbetsgivaren för arbetare, myndigheter och andra personer ställdes det även krav på att utländska bemanningsföretag skulle registrera en filial i Sverige. På ett ensidigt vis tog även Migrationsverket beslutet att tillämpa villkoren i Kommunals kollektivavtal för bemanningsbranschen för att godkänna arbetstillstånd. En garanterad lön på ungefär 18 000 kr i månaden fastställdes av avtalet. Från lönen drogs även kostnaderna för arbetarnas resa, visum, uppehälle och logi av. 

Migrationsverket tog ytterligare skärpta beslut för beviljande av arbetstillstånd för bärplockare under hösten 2011. Den dåvarande verksamhetschefen för Migrationsverket, Jonas Lindgren, sade i ett uttalande:
Personer från länder utanför EU som beviljas arbetstillstånd för att plocka bär i Sverige ska vara trygga med att de får lön och att de får leva under drägliga förhållanden under tiden i Sverige.
En positiv utveckling följde på riktlinjerna som antogs 2011 och år 2012 uppdaterades riktlinjerna ytterligare. Företagen fick möjlighet att stärka ekonomiska möjligheter för löneutbetalningen genom exempelvis likvida medel på bank eller genom bankgarantier. Enligt riktlinjerna krävdes det även av företag att kunna visa att de skapade förutsättningar för att uppfylla kraven för mat, logi, transportmedel och möjligheter för vägledning för bärplockarna i sitt arbete. Ett utvidgat krav på dokumenterad information till bärplockaren fastställdes. Kravet omfattade inte bara uppgifter om anställningsvillkor, allemansrätt och trafikregler utan även information om uppsägningstid och försäkringsskydd. Slutligen inleddes även ett samarbete mellan Migrationsverket, Arbetsmiljöverket, Skatteverket och polisen. Alla dessa nya riktlinjer ledde till att arbetskraften inför bärsäsongen 2012 ökade. Ökningen gäller både för bärplockarna som var anställda av utländska bemanningsföretag och de fria plockarna.

##### Beviljade arbetstillstånd
Sedan Migrationsverkets nya riktlinjer har antalet ansökningar för att plocka vilda bär i Sverige ökat. Coronapandemin skapade problem för många säsongsarbetare som kom till Sverige för bärplockning, vilket ledde till en minskning av ansökningar under ett par år. I och med att pandemin började mattas av under år 2022 förväntades antalet ansökningar att öka igen.
| År   | Beviljade arbetstillstånd |
| ---- | ------------------------- |
| 2015 | 3 990                     |
| 2016 | 3 326                     |
| 2017 | 3 079                     |
| 2018 | 4 987                     |
| 2019 | 6 199                     |
| 2020 | 3 092                     |
| 2021 | 5 176                     |

### Säsongen 2022
Bärskörden år 2022 slog rekord med ett ungefär på 35 000 ton bär plockade i Sverige. Det som främst utmärker säsongen är dock inte rekordskörden, det är skandaler kring arbetsförhållandena i branschen. Skandalerna handlar främst om företaget Polarica, vilket är ett bärföretag som driver bärplockning i Sverige och Finland. Den 4 oktober 2022 slog polisen i Finland till mot Polarica. Polaricas VD, Jukka Kristo, och en thailändsk kvinna som försett honom med plockare från sitt hemland häktades. Polisen menade att bärplockarna var i ett beroendeförhållande som går att jämföra med människohandel. Det innebär oftast att plockarna utsätts för tvångsarbete och att deras pass blir beslagtagna. Enligt Polarica själva var de oskyldiga. Även regeringsrådet vid Arbets- och näringsministret i Finland, Olli Sorainen, häktades för misstankar om grovt tagande av muta och grovt missbruk av tjänsteställning i koppling till utredningen kring Polaricas misstänkta människohandel. I Sverige blev Polarica anmält till polisen av Migrationsverket den 6 oktober 2022. Anmälan angick människohandel i Västerbotten, gällande ett hundratal bärplockare, men utredningen lades ned den 26 oktober samma år. I Finland har polisutredningen fortgått men ingen har dömts. 
Polarica har tillsammans med Olle Svensson AB varit en av de två största företagen inom bärbranschen. De båda företagen har tidigare ansetts sköta verksamheten på ett bra sätt, medan ett antal mindre aktörer har ifrågasatts gällande arbetsvillkor. Utredningen kring Polarica har sänt en chockvåg genom branschen och påverkat bedömningen av branschen i sin helhet. Häktningarna har lett till att inköpare, som Coop och ICA, har avstått från att köpa in bär från Polarica. Det innebär att flera ton bär riskerar att förbli oanvända i torkhusen, vilket i sin tur kan leda till ett ekonomiskt haveri.
Polaricas anställning för de thailändska bärplockarna ser annorlunda ut i Finland och i Sverige. Till skillnad från Sverige där de bärplockarna är anställda av thailändska bemanningsföretag så saknar plockarna i Finland anställning. Plockarna har godkänts arbete av finska myndigheter under flera år, trots att de endast har turistvisum. Efter att skandalen kring Polarica blivit ett faktum kommer det framöver att krävas arbetstillstånd för bärplockning i Finland. Reformen har drivits fram av arbetsmarknadsmyndigheten DOE i Thailand. I Sverige använder Polarica bemanningsföretagen Star Royal Services och PSD Berry för att hyra in thailändsk arbetskraft. Både Star Royal Services, PSD Berry och ytterligare ett bemanningsföretag som heter Siam Goodwill Products ägs av den förmögna thailändska affärsmannen Chaiyuth Kitsawat. Det är inte endast Polarica som hyr in plockare från bemanningsföretagen utan flera bärföretag i Sverige använder sig av dessa. De thailändska plockarna har uttryckt ett missnöje och hävdat att inte få den betalning som utlovats, vilket bemanningsföretagen menar är en missuppfattning. För bärplockarna fortsätter protesterna efter de återvänt till Thailand. Många av dem har fört fram sina klagomål till den thailändska arbetsmarknadsmyndigheten DOE. Bland dem finns de som arbetade i Västerbotten och som menar att de blev lurade på lön.

## Allemansrätten och kommersiell bärplockning
Bärplockning omtalas i gamla isländska lagböcker där det står att det är tillåtet att plocka så mycket bär man kan äta på plats men att de inte fick tas med hem utan tillåtelse. Liknande sedvänjor har även funnits i Sverige. Dessa har haft stor betydelse för tillkomsten av vår allemansrätt. Begreppet etablerades dock inte förrän på 1940-talet. Det har sedan 1899 pågått debatter kring hur bärplockningen ska begränsas. Debatterna handlar främst om kritik mot det kommersiella bruket av allemansrätten. Allemansrätten är en del av grundlagen regeringsformen och innebär rätten för alla människor att vistas i naturen och att plocka vilda blommor, bär och svamp i skog och på mark. Rätten begränsas av kravet att ta hänsyn till och visa varsamhet mot djur, natur, markägare samt andra människor. Organiserad bärplockning har traditionellt sett varit tillåten och dagens bestämmelser skiljer inte på reglerna för privat eller kommersiell bärplockning. Bärplockning i stora skalor och i ekonomiska syften är tillåtna så länge det inte utsätter markägaren för skada. Den kommersiella bärplockningen har inte haft någon större skada på bärresurserna eller lett till överexploatering, vilket debatten ibland antyder. Av den totala mängden bär i skogen är det bara några enstaka procent som plockas varje år.